# Tanjung Mulia (Hinai)
Tanjung Mulia is een bestuurslaag in het regentschap Langkat van de provincie Noord-Sumatra, Indonesië. Tanjung Mulia telt 4099 inwoners (volkstelling 2010).